# 托頓堡 (北達科他州)
托頓堡（英語：Fort Totten）是位於美國北達科他州本森縣的普查規定居民點。

## 人口
根據2020年美國人口普查的數據，托頓堡的面積為22.91平方千米，當中陸地面積為22.27平方千米，而水域面積為0.63平方千米。當地共有人口1160人，而人口密度為每平方千米50.63人。